# Interpersonale Wahrnehmung
Die Interpersonale Wahrnehmung (auch: Personenwahrnehmung) bezieht sich auf die Art und Weise, wie Menschen die Absichten, Werte und Verhaltensweisen anderer Personen wahrnehmen und interpretieren. Diese Wahrnehmung ist ein zentraler Bestandteil sozialer Interaktionen und beeinflusst, wie Menschen miteinander kommunizieren und Beziehungen aufbauen. Sie ist ein spezielles Forschungsgebiet im Bereich der Pädagogischen Psychologie und der Sozialpsychologie.
Die zentralen Fragen innerhalb dieses Bereichs der Wahrnehmung beschäftigen sich mit folgenden Themen:
- wie wir andere Menschen wahrnehmen
- wie wir andere Menschen bewerten
- welche Rolle situative Aspekte und
- welche Rolle Einstellungen (Persönlichkeitsdispositionen) dabei spielen.

Wahrnehmung ist dabei immer abhängig von den zur Verfügung stehenden Informationen. Die erste gegenseitige Wahrnehmung hat eine entscheidende Wirkung auf die Entwicklung einer Beziehung. Aber auch wenn Menschen sich schon länger kennen, spielt die gegenseitige Wahrnehmung eine wichtige Rolle für die Interaktion.
Die Wahrnehmung und Einschätzung anderer Menschen ist auch für den Lehr- und Lernprozess, insbesondere bei der Bewertung von Leistungen, von großer Bedeutung. Die Auswirkungen selektiver Informationen auf den Wahrnehmungs- und Bewertungsprozess kann man in den Experimenten der amerikanischen Psychologen Robert Rosenthal und David Rosenhan erkennen.

## Modelle und Theorien
Ein prominentes Modell in der interpersonalen Wahrnehmung ist das Social Relations Model, das verschiedene Aspekte wie Konsens, Assimilation, Reziprozität und Genauigkeit untersucht und dabei hilft, die Dynamik zwischen Individuen und in dyadischen Beziehungen zu verstehen. Das Modell geht davon aus, dass die Wahrnehmung einer Person nicht nur von den individuellen Merkmalen des Wahrnehmenden abhängt, sondern auch von der spezifischen Interaktion und der Beziehung zwischen den Beteiligten. Es untersucht, wie sich Wahrnehmungen und Einschätzungen im Kontext sozialer Interaktionen entwickeln und wie sie durch verschiedene Faktoren beeinflusst werden. Der Aspekt des Konsenses beschreibt, inwieweit es Übereinstimmungen oder Differenzen in den Wahrnehmungen zwischen verschiedenen Personen gibt. Dies ermöglicht es, zu analysieren, wie stark gemeinsame Wahrnehmungen innerhalb einer sozialen Gruppe bestehen und wie diese zu einer gemeinsamen Interpretation von Verhaltensweisen und Eigenschaften führen. Assimilation bezieht sich auf die Tendenz von Individuen, ihre Wahrnehmung der anderen Person im Lichte ihrer eigenen Erfahrungen oder Überzeugungen zu verzerren, was bedeutet, dass subjektive Filter oft die objektive Wahrnehmung beeinflussen. Die Reziprozität beschreibt das wechselseitige Zusammenspiel in sozialen Beziehungen, bei dem die Wahrnehmung einer Person die Wahrnehmung der anderen beeinflussen kann und umgekehrt. Dieser wechselseitige Effekt spielt eine entscheidende Rolle bei der Entstehung von positiven oder negativen Dynamiken in Beziehungen. Schließlich thematisiert das Modell die Genauigkeit der Wahrnehmung, also das Maß, in dem die Wahrnehmung einer Person tatsächlich mit den realen Eigenschaften oder dem Verhalten einer anderen Person übereinstimmt. Das Social Relations Model trägt somit wesentlich dazu bei, die komplexen Wechselwirkungen in sozialen Beziehungen zu verstehen und zu erklären, wie individuelle Wahrnehmungen und interpersonelle Dynamiken zusammenwirken.
Das PERSON-Modell betrachtet interpersonale Wahrnehmung durch die Linse von Persönlichkeit, Fehlern, Stereotypen und Normen und erklärt, warum Konsens in der Personenwahrnehmung oft gering ist. Es zeigt auf, dass individuelle Unterschiede in der Persönlichkeit dazu führen, dass verschiedene Beobachter unterschiedliche Wahrnehmungen derselben Person haben. Wahrnehmungsfehler, wie etwa kognitive Verzerrungen oder Vorurteile, beeinflussen ebenfalls, wie wir andere beurteilen, und führen zu fehlerhaften Einschätzungen. Stereotype und gesellschaftliche Normen prägen, wie wir Menschen in bestimmten Kontexten wahrnehmen, was häufig zu verzerrten oder ungenauen Einschätzungen führt. All diese Faktoren zusammen tragen dazu bei, dass Konsens in der Wahrnehmung von Personen oft nicht erreicht wird, da Wahrnehmung stark von persönlichen, kulturellen und sozialen Einflüssen abhängt.

## Genauigkeit und Verzerrungen
Die Genauigkeit in der interpersonalen Wahrnehmung beschreibt die Fähigkeit, das Verhalten, die Absichten und die Eigenschaften anderer Menschen korrekt zu erkennen und zu interpretieren. Sie ermöglicht es uns, die sozialen Signale, die von anderen ausgehen, präzise zu verstehen und darauf angemessen zu reagieren. Diese Fähigkeit ist von großer Bedeutung, um soziale Interaktionen erfolgreich zu gestalten und zwischenmenschliche Beziehungen harmonisch und effektiv zu führen. Sie hilft uns, die Emotionen, Einstellungen und Bedürfnisse anderer Menschen zu erkennen, was zu besseren Entscheidungen und reibungsloseren Interaktionen führt.
Es wurden verschiedene Arten der Genauigkeit in der interpersonalen Wahrnehmung identifiziert, die jeweils unterschiedliche Dimensionen der Wahrnehmung und Vorhersage betreffen. Die individuelle Genauigkeit bezieht sich auf die Fähigkeit einer Person, die Eigenschaften und das Verhalten einer anderen Person korrekt wahrzunehmen, oft anhand von nonverbalen Hinweisen wie Mimik, Körpersprache oder verbalen Äußerungen. Die dyadische Genauigkeit hingegen umfasst die wechselseitige Wahrnehmung und das Verständnis zwischen zwei Personen. Hierbei geht es darum, wie gut beide Individuen in der Lage sind, die Emotionen, Gedanken und Reaktionen des jeweils anderen zu erkennen und die Interaktion dementsprechend zu gestalten.
Beide Arten der Genauigkeit sind entscheidend, um Missverständnisse zu vermeiden und empathische, funktionierende Beziehungen aufzubauen. Sie helfen dabei, soziale Signale besser zu entschlüsseln und ermöglichen eine feinfühligere und effektivere Kommunikation.

### Arten der Genauigkeit
- Individuelle Genauigkeit: Diese misst, wie gut Menschen das Verhalten einer anderen Person über verschiedene Interaktionspartner hinweg vorhersagen können. Diese Art der Genauigkeit ist oft höher als die dyadische Genauigkeit, da sie auf breiteren, generalisierten Erfahrungen und Wahrnehmungen basiert. Eine Person kann durch ihre allgemeinen sozialen Fähigkeiten und Erfahrungen relativ gut abschätzen, wie sich jemand in einer Vielzahl von sozialen Kontexten verhält, auch wenn sie die Person nicht gut kennt.[4]
- Dyadische Genauigkeit: Diese bezieht sich auf die Fähigkeit, das Verhalten einer bestimmten Person in einer spezifischen Interaktion vorherzusagen. Sie ist in der Regel niedriger als die individuelle Genauigkeit, da sie stark von der einzigartigen Dynamik der jeweiligen Beziehung und der konkreten Situation abhängt. In dyadischen Beziehungen können spezifische Merkmale der Interaktion, wie etwa die Kommunikationsweise oder der Kontext, die Wahrnehmung und Vorhersage des Verhaltens beeinflussen.[4]

## Einflussfaktoren auf die Wahrnehmungsgenauigkeit
- Kognitive Verzerrungen: Frühere Beziehungserfahrungen und kognitive Verzerrungen können die Wahrnehmung neuer sozialer Interaktionen beeinflussen und zu Ungenauigkeiten führen. Negative Erfahrungen aus der Vergangenheit, wie Enttäuschungen oder Verletzungen, können dazu führen, dass wir neue Interaktionen vorschnell mit Misstrauen betrachten. Kognitive Verzerrungen, wie der Bestätigungsfehler, verstärken diese Tendenz, indem sie uns dazu bringen, Informationen zu bevorzugen, die unsere bestehenden Überzeugungen bestätigen, und andere zu ignorieren. Dies kann zu fehlerhaften Interpretationen und Missverständnissen führen.[6]
- Meta-Genauigkeit: Bezieht sich darauf, wie andere Menschen einen selbst wahrnehmen. Zwei Arten von Meta-Genauigkeit existieren: die generalisierte und die dyadische Form. Generalisierte Meta-Genauigkeit beinhaltet ein generelles Verständnis dafür, wie man von anderen wahrgenommen wird, während dyadische Meta-Genauigkeit sich speziell auf die Wahrnehmung in einer bestimmten Beziehung und die Wahrnehmung einer einzelnen Person konzentriert.[7]

### Altersbedingte Unterschiede
Es gibt altersbedingte Unterschiede in der Fähigkeit, Emotionen und soziale Signale bei anderen Menschen wahrzunehmen und korrekt zu interpretieren, ein Phänomen, das als interpersonale Genauigkeit bezeichnet wird. Insbesondere haben viele Forschungsergebnisse darauf hingewiesen, dass jüngere Erwachsene häufig besser in der Erkennung von Emotionen sind als ältere Erwachsene. Dies könnte darauf zurückzuführen sein, dass jüngere Menschen möglicherweise eine größere kognitive Flexibilität und eine intensivere Auseinandersetzung mit sozialen Interaktionen haben, was ihnen hilft, emotionale Ausdrücke präziser zu entschlüsseln.
Auf der anderen Seite zeigen einige Studien auch, dass es trotz dieser Unterschiede in der emotionalen Wahrnehmung zwischen verschiedenen Altersgruppen viele Gemeinsamkeiten gibt. Die interpersonale Genauigkeit kann in einigen Fällen nicht signifikant variieren, und ältere Erwachsene sind möglicherweise ebenso gut in der Lage, Emotionen zu erkennen, besonders wenn sie über mehr Erfahrung im Umgang mit sozialen Interaktionen verfügen. Im Laufe der Jahre entwickeln Menschen eine feinere Sensibilität für subtile emotionale Hinweise, was ihre Fähigkeit zur präzisen Interpretation sozialer Signale auch im höheren Alter fördern kann. Zudem können persönliche Erfahrungen und ein breiteres soziales Netzwerk dazu beitragen, dass ältere Erwachsene ihre interpersonale Genauigkeit auf andere Weise und in anderen Kontexten aufrechterhalten.
Insgesamt lässt sich sagen, dass es sowohl altersbedingte Unterschiede als auch bemerkenswerte Gemeinsamkeiten bei der interpersonalen Genauigkeit gibt, wobei individuelle Faktoren wie Lebenserfahrungen, kognitive Gesundheit und soziale Interaktionen eine wesentliche Rolle bei der Wahrnehmung von Emotionen spielen.

### Einfluss von Kontext und Bekanntschaft
Der soziale Kontext und der Grad der Bekanntschaft zwischen Personen haben einen großen Einfluss auf die interpersonale Wahrnehmung. In engen Beziehungen, wie zwischen guten Freunden oder Familienmitgliedern, ist die Wahrnehmung oft genauer, da die Beteiligten über mehr Informationen verfügen und das Verhalten des anderen besser einordnen können. Sie haben im Laufe der Zeit mehr Erfahrungen miteinander gemacht und sind daher in der Lage, subtile emotionale Hinweise oder Veränderungen in der Mimik und Körpersprache genauer zu erkennen. Dieses tiefere Verständnis ermöglicht es, auch komplexe oder weniger offensichtliche Emotionen besser zu interpretieren, da sie in einen größeren Kontext eingebettet sind.
Im Gegensatz dazu ist die Wahrnehmung in weniger vertrauten sozialen Kontexten oft weniger präzise. Wenn Menschen sich nicht gut kennen oder in formellen oder oberflächlichen Interaktionen miteinander stehen, fehlt das Hintergrundwissen, um das Verhalten des anderen korrekt zu deuten. In solchen Fällen sind die Interpretationen oft allgemeiner und basieren eher auf oberflächlichen Eindrücken als auf einem tiefen Verständnis der individuellen Eigenheiten und Emotionen des Gegenübers. Die fehlende persönliche Verbindung und die geringere Menge an Informationen erschweren es, subtile emotionale Signale richtig zu deuten und zu verstehen.